# Van Wilder: Freshman Year
National Lampoon's Van Wilder: Freshman Year är den tredje filmen i Van Wilder-serien, efter Van Wilder och Van Wilder: The Rise of Taj. Freshman Year är en prequel till den första filmen. Filmen släpptes direkt på DVD under 2009. Filmen regisserades av Harvey Glazer och har Jonathan Bennett, Kristin Cavallari, Jerry Shea och Steve Talley i rolerna.

## Skådespelare
- Jonathan Bennett
- Linden Ashby
- Kurt Fuller
- Steve Talley
- Nick Nicotera
- Meredith Giangrande
- Kristin Cavallari